# Municipio de Howie
El municipio de Howie (en inglés: Howie Township) es un municipio ubicado en el condado de Mountrail en el estado estadounidense de Dakota del Norte. En el año 2010 tenía una población de 48 habitantes y una densidad poblacional de 0,52 personas por km².

## Geografía
El municipio de Howie se encuentra ubicado en las coordenadas 47°53′54″N 102°25′58″O / 47.89833, -102.43278. Según la Oficina del Censo de los Estados Unidos, el municipio tiene una superficie total de 92.65 km², de la cual 69,64 km² corresponden a tierra firme y (24,84 %) 23,01 km² es agua.

## Demografía
Según el censo de 2010, había 48 personas residiendo en el municipio de Howie. La densidad de población era de 0,52 hab./km². De los 48 habitantes, el municipio de Howie estaba compuesto por el 54,17 % blancos, el 37,5 % eran amerindios y el 8,33 % eran de una mezcla de razas. Del total de la población el 0 % eran hispanos o latinos de cualquier raza.